# Particolare costruttivo
Il Particolare costruttivo rappresenta l'essenza di un elemento, di una sua parte, di una connessione di elementi di una costruzione edilizia. Ne è la rappresentazione il più delle volte tecnico-grafica, ma può esserne anche la configurazione fisica e visibile posta in opera.

## Catalogazione
I particolari costruttivi possono suddividersi riguardo a:
- Tipologia: Edificio (abitazione, ufficio ecc.), infrastruttura, (strada, ponte, fognatura ecc.);
- localizzazione: interno, esterno, entro terra, fuori terra, facciata, copertura;
- struttura: fondazioni, murature, telai, travi, solai, tramezzature, scale, ascensori, intonaci, rivestimenti, pavimentazioni, impianti, canalizzazioni, infissi, arredi.